# Stieg Larsson
Pour les articles homonymes, voir Larsson.
Stieg Larsson, de son nom complet Karl Stig-Erland Larsson, né le 15 août 1954 à Skelleftehamn, dans la région de Västerbotten en Suède, et mort le 9 novembre 2004 à Stockholm d'une crise cardiaque, est un journaliste et écrivain suédois connu pour son engagement contre l'extrémisme de droite et le racisme. Publiée à titre posthume entre 2005 et 2008, sa trilogie Millénium le rend mondialement célèbre.

## Biographie

### Jeunesse et formation
Il est le fils d'Erland et Vivianne Larsson. En 1954, son père travaille à la fonderie de Skelleftehamn, mais la quitte en 1955 pour des raisons médicales et part avec son épouse à Stockholm, laissant Stieg à la garde de ses grands-parents maternels, dans la commune de Norsjö, où il reste jusqu'à l'âge de neuf ans. Il rejoint ses parents en 1964. Ils habitent dès lors à Umeå, où il terminera ses études primaires et fera ses études secondaires.
En 1966, ses parents lui offrent une machine à écrire et, très vite, il consacrera du temps à l'écriture, surtout dans le domaine de la science-fiction.
Il tente d’intégrer un cursus de journalisme à Stockholm en 1972, mais n’est pas accepté dans le programme.
En 1974, il est appelé au service militaire et passe seize mois sous les drapeaux.

### Carrière
Stieg Larsson commence sa carrière par de nombreux emplois divers, par exemple à la poste. En 1983, il entre comme graphiste dans la très grande agence de presse suédoise, Tidningarnas telegrambyrå (TT). 
Peu à peu, il évolue vers le métier de journaliste, critique de littérature policière et de bandes dessinées. En 1995, il quitte l'agence pour fonder le trimestriel Expo, fer de lance de la lutte contre les manifestations ordinaires du fascisme en Suède. 

### Engagements
L'engagement de Stieg Larsson contre le racisme, le fascisme et l'extrême-droite en général n'est pas feint : en 1991, il coécrit un livre, Extremhögern (« La Droite extrême »), puis Sverigedemokraterna: den nationella rörelsen (« Les Démocrates suédois : Le Mouvement national »). Il donne des conférences partout dans le monde, y compris à Londres, invité par Scotland Yard. À plusieurs reprises, il est menacé de mort[réf. nécessaire].
Sur un plan politique, Stieg Larsson est actif dans le Socialistiska Partiet (sv) (Parti socialiste, issu en 1971 de la Quatrième Internationale - Secrétariat unifié), car il ne veut plus soutenir les régimes socialistes de l'étranger dont la fibre démocratique est douteuse. Il écrit également dans le journal du parti Internationalen.

### L'écriture
Sur un plan littéraire, ses influences sont à chercher dans la culture populaire. Il connaît très bien Fifi Brindacier, la célèbre fillette aux couettes créée en 1945 par Astrid Lindgren. 
C'est également un grand connaisseur de la science-fiction. Pendant son adolescence, Stieg Larsson écrit avec son ami Rune Forsgren deux fanzines, Sfären et Fijagh!. En 1978 et 1979, il fait partie de l'exécutif de la plus grande association nordique de science-fiction, la Skandinavisk förening för science fiction (SFSF) ; en 1980, il en est même le président.

### Millénium: un succès posthume
La publication de la trilogie Millénium, précédée par sa mort prématurée font immédiatement de lui un héros littéraire. 
Quelques mois avant son décès, il contacte le plus grand éditeur suédois, Norstedts, et lui livre une série de trois romans policiers, soit près de trois mille pages. Le premier, Män som hatar kvinnor (traduit en français sous le titre Les hommes qui n'aimaient pas les femmes), est publié en juillet 2005 ; le second, Flickan som lekte med elden (traduit en francais sous le titre La fille qui rêvait d'un bidon d'essence et d'une allumette), en mai 2006 ; le troisième, Luftslottet som sprängdes (traduit en francais sous le titre La reine dans le palais des courants d'air), en mai 2007. Le succès est au rendez-vous, malgré l'absence tragique de l'auteur pour promouvoir son œuvre. L'éditeur vend deux millions trois cent mille exemplaires en suédois. 
Traduite dans vingt-cinq pays, la trilogie connaît un succès foudroyant en France. Aux éditions Actes Sud, Marc de Gouvenain la fait publier dans une collection créée pour l'occasion (Actes noirs). Près d'un million d'exemplaires sont vendus en un peu moins de deux ans, poussé par le seul bouche-à-oreille. Aux États-Unis, les droits ont été achetés pour 210 000 USD. Une adaptation cinématographique a été réalisée (Yellow Bird Films, à Ystad, Suède), en coproduction avec Nordisk Film et des télévisions nationales, sous la direction du réalisateur danois Niels Arden Oplev, et avec Michael Nyqvist (Mikael Blomkvist) et Noomi Rapace (Lisbeth Salander) dans les rôles principaux. En janvier 2010, le classement de plusieurs magazines dédiés à l'édition, dont Livres-Hebdo en France et The Bookseller en Grande-Bretagne, place Stieg Larsson à la première place des écrivains de fiction les plus vendus en Europe en 2009.
Stieg Larsson croyait dans sa bonne étoile. Il parlait de ses romans comme de son « assurance vieillesse », et envisageait des Millénium 4, 5, 6... Il pensait aller jusqu'à dix volumes et, peu avant sa mort, il s'était mis à étudier la mécanique des coffres-forts. 
Il laisse derrière lui sa compagne Eva Gabrielsson, architecte, avec qui il n'était pas marié mais vivait depuis trente-deux ans.

## Succession

### Héritiers
Erland et Joakim Larsson, respectivement le père et le frère de l'écrivain, détiennent tous les droits. Eva Gabrielsson, la compagne de Stieg Larsson pendant trente-deux ans, a été exclue du partage des droits.
Selon un télédiffuseur suédois, Stieg Larsson aurait rédigé un testament en 1977 et cédé tous ses droits à la « section d'Umeå de la fédération des travailleurs communistes » alors que jusqu'à présent, les droits d'auteur ont été versés à son père et à son frère. De plus, sa compagne (qui n'a jamais touché de redevances) disposerait d'un début de manuscrit inédit dans son ordinateur mais les tractations concernant la publication de cet ouvrage n'avaient pas encore abouti en mai 2008.

### Le quatrième épisode deMillénium
Les héritiers de Stieg Larsson et sa compagne se sont mis d'accord pour ne pas publier le manuscrit, même s'il réapparaît. La rumeur s'est répandue à la suite d'une interview du père de Stieg Larsson au journal suédois Dagens Industri (« L'Industrie du jour »). Il a déclaré avoir été traversé par l'idée d’éditer son quatrième livre. Stieg Larsson avait projeté dix volumes pour sa série Millénium. À la veille de l’infarctus qui l'a terrassé le 9 novembre 2004, il avait écrit les deux tiers du quatrième manuscrit, soit 320 des 440 pages prévues, et les synopsis de trois autres titres.
Le quatrième manuscrit, dont l'action se déroule dans une petite île au nord du Canada, était d’abord programmé comme le cinquième volume de la série. Mais, dans un courriel à son ami Jon-Henri Holmberg, Larsson a indiqué qu’il en trouvait l’intrigue si amusante à écrire qu’il avait préféré modifier l’ordonnancement de la série.
Rien de tout cela n'a été retrouvé. Magdalena Hedlund, la responsable des droits de Norstedts, assure que l’éditeur suédois de Millénium n’a jamais vu de quatrième manuscrit. Collègue de Stieg Larsson au journal Expo, qui a servi de modèle au Millénium de la trilogie, Daniel Poohl n’a pas vu le quatrième manuscrit non plus. Pour sa part, Erland Larsson est revenu sur son intention première. Joakim et lui-même se sont accordés avec Eva Gabrielsson, la compagne de Stieg Larsson, pour ne pas publier le livre même s’il est retrouvé un jour.

## Distinctions

### Prix
- 2006 : Prix Clé de verre du meilleur roman policier scandinave de l'année, pour (Millenium 1) Män som hatar kvinnor (2005)[9]
- 2006 : Prix du meilleur roman policier suédois pour Flickan som lekte med elden[10]
- 2008 : Prix Clé de verre du meilleur roman policier scandinave de l'année, pour (Millenium 3) Luftslottet som sprängdes (2007)[9]
- Prix Anthony 2009 du meilleur premier roman pour Män som hatar kvinnor  (Les Hommes qui n'aimaient pas les femmes)[11]
- Prix Barry 2009 pour Män som hatar kvinnor (Les Hommes qui n'aimaient pas les femmes)[12]
- Prix Macavity 2009 du meilleur premier roman pour Män som hatar kvinnor  (Les Hommes qui n'aimaient pas les femmes)[13]
- Prix Barry 2010 du meilleur roman de la décennie pour Män som hatar kvinnor (Les Hommes qui n'aimaient pas les femmes)[12]

### Nominations
- Prix International Dagger 2008 pour Män som hatar kvinnor (Les Hommes qui n'aimaient pas les femmes)[14]
- Prix Anthony 2009 du meilleur premier roman pour Män som hatar kvinnor (Les Hommes qui n'aimaient pas les femmes)[11]
- Prix International Dagger 2009 pour Flickan som lekte med elden (La Fille qui rêvait d'un bidon d'essence et d'une allumette)[14]
- Prix Dilys 2010 pour Flickan som lekte med elden (La Fille qui rêvait d'un bidon d'essence et d'une allumette)[15]
- Prix Anthony 2010 du meilleur roman pour Flickan som lekte med elden (La Fille qui rêvait d'un bidon d'essence et d'une allumette)[11]
- Prix International Dagger 2010 pour Luftslottet som sprängdes (La Reine dans le palais des courants d'air)[14]

## Œuvres
Essais en suédois, non traduits en français
- (sv) Anna-Lena Lodenius et Stieg Larsson, Extremhögern, Stockholm, Tidens, 1991, 343 p. (ISBN 978-91-550-3686-7)Le titre suédois peut se traduire, littéralement, par « La Droite extrême ».
- (sv) Stieg Larsson et Mikeal Ekman, Sverigedemokraterna : den nationella rörelsen, Stockholm, Ordfront, 2001, 364 p. (ISBN 978-91-7324-877-8)Ouvrage édité avec la collaboration du magazine Expo. Le titre suédois de l'ouvrage peut se traduire, littéralement, par « Les Démocrates suédois : Le Mouvement national ».
- (sv) Idris Ahmedi (auteur), Stieg Larsson (collaborateur) et Cecilia Englund (collaboratrice), Debatten om hedersmord : feminism eller rasism, Stockholm, Svartvitts, 2004, 136 p. (ISBN 978-91-973746-1-3)Le titre suédois de l'ouvrage peut se traduire, littéralement, par « Le Débat sur le crime d'honneur : Féminisme ou Racisme ».
- (sv) Richard Slätt, Maria Blomquist, David Lagerlöf et Stieg Larsson, Sverigedemokraterna från insidan, Stockholm, Hjalmarson & Högberg, 2004, 144 p. (ISBN 978-91-89660-69-4)Ouvrage édité avec la collaboration du magazine Expo. Le titre suédois de l'ouvrage peut se traduire, littéralement, par « Les Démocrates suédois vus de l'intérieur ».

Série romanesque Millennium/Millénium
1. (sv) Stieg Larsson, Män som hatar kvinnor, Stockholm, Norstedts, juillet 2005, 567 p. (ISBN 978-91-1-301408-1)Le titre suédois peut se traduire, littéralement, par « Les hommes qui haïssent les femmes ».
(fr) Stieg Larsson (trad. Lena Grumbach et Marc de Gouvenain), Les Hommes qui n'aimaient pas les femmes, Arles, Actes Sud, coll. « Actes noirs », 9 juin 2006, 574 p. (ISBN 978-2-7427-6157-9, BNF 40204679)
2. (sv) Stieg Larsson, Flickan som lekte med elden, Stockholm, Norstedts, mai 2006, 632 p. (ISBN 978-91-1-301530-9)Le titre suédois peut se traduire, littéralement, par « La fille qui jouait avec le feu ».
(fr) Stieg Larsson (trad. Lena Grumbach et Marc de Gouvenain), La Fille qui rêvait d'un bidon d'essence et d'une allumette, Arles, Actes Sud, coll. « Actes noirs », 25 octobre 2006, 652 p. (ISBN 978-2-7427-6501-0, BNF 40929659)
3. (sv) Stieg Larsson, Luftslottet som sprängdes, Stockholm, Norstedts, mai 2007, 704 p. (ISBN 978-91-1-301531-6)Le titre suédois peut se traduire, littéralement, par « Le château d'air qui a sauté ».
(fr) Stieg Larsson (trad. du suédois par Lena Grumbach et Marc de Gouvenain), La Reine dans le palais des courants d'air, Arles, Actes Sud, coll. « Actes noirs », 29 août 2007, 710 p. (ISBN 978-2-7427-7031-1, BNF 41103583)

Ouvrage collectif
- (fr) Jean-Yves Camus (dir.) et Stieg Larsson (collaborateur), Les extrémismes en Europe, La Tour-d'Aigues & Bruxelles, Éditions de l'Aube & Centre européen de recherche et d'action sur le racisme et l'antisémitisme, coll. « Monde en cours. Société », 1997, 409 p. (ISBN 2-87678-351-7 et 2-930088-58-3)Stieg Larsson est l'auteur du chapitre « Suède ».